# متقبل

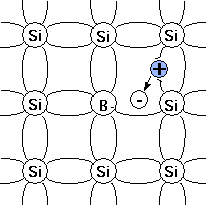

يستخدم المصطلح متقبل (بالإنجليزية: Acceptor)‏ في فيزياء أشباه الموصلات للدلالة على ذرة مُطعِّمة، حينما تضاف إلى شبه موصل تكوّن منطقة من النوع الموجب p-type 
. على سبيل المثال، السيليكون Si لديه أربع إلكترونات تكافؤ، فعندما نريد أن نصنع شبه موصل من النوع الموجب نطعّمه بـ عنصر من المجموعة الثالثة مثل البورون B أو الألمنيوم والتي لديها ثلاثة إلكترونات تكافؤ. يسمى البورون أو الألمنيوم في هذه الحالة مادة متقبلة. تقوم هذه الذرة مثل البورون بتكوٌين ثلاث روابط تساهمية مع السيليكون ولكن يتبقى الكترون لدي السيليكون فيقوم الكترون من الرابطة المجاورة بتكوين رابطة معه؛ لكن يترك مكانه ثغرة إلكترونية (Hole) لها شحنة موجبة، يمكن أن تجذب هذه الرابطة إلكترونا من الرابطة المجاورة لها أيضا وهكذا تنتقل الثغرة «الموجبة».لهذا يسمى نصف موصل أنه من النوع p-type ، أي ذو ثغرات موجبة.
يحدث العكس في حالة مانح (Donor) حيث يتم تطعيم مادة شبه موصلة بعنصر من المجموعة الخامسة. شبه الموصل المانح يسمى النوع n-type ، أي تكثر فيه الإلكترونات.

## ترانزستور

مثال npn-Transistor, يعمل كمضخم إلكتروني. ينتقل تفيه التيار عن طريق الفجوات Löcher والإلكترونات.

يحتوي الترانزستور على نوعين من أشباه الموصلات: المانح والمتقبل (انظر الشكل). ينتقل فيه التيار عن طريق انتقال الإلكترونات عبر الفجوات (الموجبة).
عمل هذا الترنزستور يشبه عمل الصمام الثلاثي؛ بل هو أكفأ منه، إذ أنه أصغر في حجمه كثيرا. علاوة على أن الترانزستور يعمل بجهد الأنود collektor نحو 12 فولط بينما يعمل أنود الصمام الثلاثي بنحو 150 فولط على الأقل.